# Filosofia da guerra

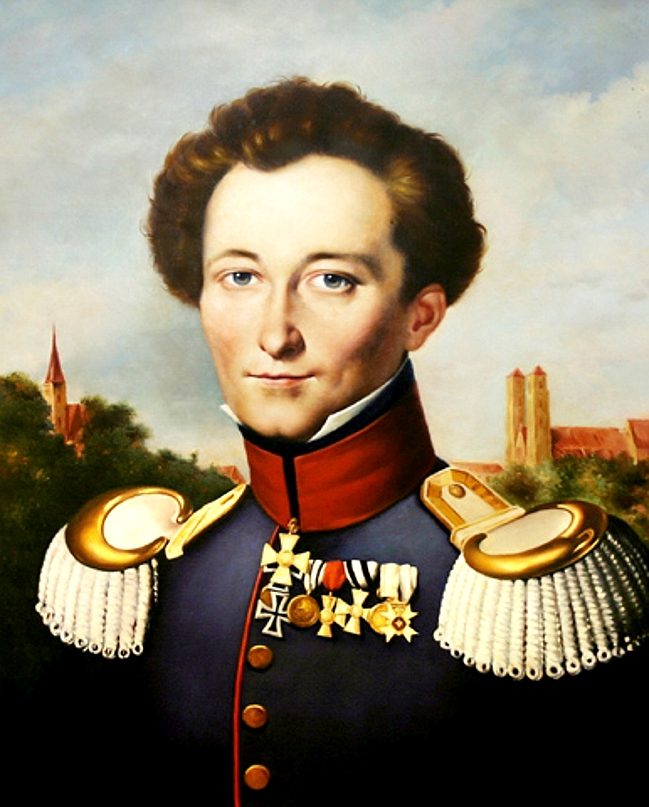
Carl von Clausewitz, um dos mais influentes pensadores da área, retratado por Karl Wilhelm Wach.

A filosofia da guerra (ou filosofia bélica) examina a guerra para além das questões típicas de armamento e estratégia. Ela examina coisas como o significado e a etiologia da guerra, a relação entre a guerra e a natureza humana, bem como a ética da guerra. Certos aspectos da filosofia da guerra podem sobrepor-se, como a filosofia da história, filosofia política e filosofia do direito. Ela debate se o Ocidente valoriza a defesa de civis em guerras Ela também estuda o impacto da tecnologia na mortandade de civis em conflitos.

## Obras clássicas
- A Arte da Guerra, de Sun Tzu.
- Livro dos Cinco Anéis, de Miyamoto Musashi.
- De Bello Gallico e De Bello Civili, de Júlio César.
- A Arte da Guerra, de Nicolau Maquiavel.
- Da Guerra, de Carl von Clausewitz.
- Sobre a Guerra - a arte da batalha e da estratégia, de Napoleão Bonaparte.